# Пол Гант
Пол Гант — американський тренер з гімнастики та гімнастичний клоун. Від 1980 року виконував комедійні жіночі гімнастичні номери, зокрема, вправи на різновисоких брусах, на колоді та вільні вправи. Виступав на американському та міжнародному телебаченні, зокрема в програмах «Wide World of Sports» та «America's Funniest Videos».

## Життєпис
Народився в Іллінойсі, зараз живе в Мюрреї (штат Юта). Понад тридцять років керував Академією гімнастики Ганта (також відомою як Спортзал Ганта) в Солт-Лейк-Сіті, поки вона не закрилася наприкінці грудня 2020 року через втрату доходів у зв'язку з пандемією COVID-19. Із закриттям академії вирішив піти на пенсію.
На початку 1970-х років брав участь у чоловічих змаганнях із гімнастики від Університету Іллінойсу. 1971 року виграв індивідуальний чемпіонат конференції Big Ten з вільних вправ та здобув ще одну перемогу у вільних вправах 1973 року.
1974 року в Юті почав тренерську діяльність із гімнастики. Демонструючи учениці сальто назад, усвідомив комічність чоловічого виконання вправ жіночої гімнастики. Після цього виконував свої комедійні номери зі складними вправами під час змагань з гімнастики, одягаючи купальник зі спідницею та називаючи себе Пауліною Гантеску, Паулеттою Гантеновою, Полетт Гантіновою або подібним варіантом.